# 参与式
参与式，全称是“参与性农村评估” 或是 参與性鄉村發展計畫 （缩写：PRA，全名：Participatory Rural Appraisal），参与式发展研究与实践工具实际上是指一套通过参与式方法了解发展对象及所在地区的历史、现状、社会、经济、文化等方面存在的问题、约束、机会等手段的总称 。此社區發展方式緣由至Paulo Freire,一位成人教育提倡主義者的成人教育方式所衍生出來的社區發展計畫. 
通常所指的参与式的方法则是指在以农民为主体、以农民参与为主要形式的前提下，社区农民聚集在一起发现问题、分析问题并得出解决问题的方法、途径的一种工作过程。
在参与式过程中，会有外部/外界的协助者作为主持人，以协助社区农民完成以上过程，但都必须遵循上述的前提。此外，这个过程中需要运用各种农民能够容易理解的工具和语言（或者图画），因此，在行动援助的社区工作中，常会与村民一起画社区资源图（村内地图）、问题树（以树的形象来分析问题的根源）等，这样做的目的是为了让村民能更好地认识、分析村内现存的问题，最终以求找出解决问题的方法和途径。